# Liste des épisodes de Steins;Gate 0

Cet article regroupe la liste des épisodes de la série Steins;Gate 0.
Steins;Gate 0 (シュタインズ・ゲート ゼロ, Shutainzu Gēto Zero) est une série d'animation de 2018 réalisée par le studio White Fox, basée sur le jeu vidéo de 5pb. éponyme.
Suite de Steins;Gate et de son adaptation animée de 2011, la série se déroule dans un futur alternatif de la fin de la série originale. Rintaro Okabe, devenu traumatisé de ses expériences de voyage dans le temps, a choisi de rester dans un monde où Kurisu Makise est morte. Après avoir rencontré la scientifique Maho Hiyajo, Rintaro découvre une intelligence artificielle basée sur les souvenirs de Kurisu d'avant sa mort.
La série a été diffusée au Japon entre le 12 avril et le 27 septembre 2018, avec un épisode bonus sorti le 21 décembre 2018. Il a été diffusé simultanément par Crunchyroll et Aniplus Asia. Les droits de la série en France sont actuellement possédé par Wakanim.

## Musiques
Le générique d'ouverture est « Fatima » (ファティマ) de Kanako Itō, il est utilisé en tant que générique de fin pour l'épisode 21.
Le générique de fin du premier épisode est « Amadeus » de Kanako Itō.
Le générique de fin utilisé pour les épisodes 2 à 7, 9 à 11 et pour l'épisode treize est « Last Game » de Zwei.
Le générique de fin du huitième et du dix-huitième épisode est « Lyra » par Zwei.
Le générique de fin de l'épisode 12 est « Hoshi no Kanaderu Uta »  interprétée par Megumi Han et Kana Hanazawa.
Le générique de fin des épisodes 14 à 17, 19 et 20 est « World-Line » par Asami Imai.
Le dernier épisode a pour générique de fin « GATE OF STEINER » par Eri Sasaki.

## Liste des épisodes
| No       | Titre français                                                              | Titre japonais                                                                          | Titre japonais                                      | Date de 1re diffusion |
| No       | Titre français                                                              | Kanji                                                                                   | Rōmaji                                              | Date de 1re diffusion |
| -------- | --------------------------------------------------------------------------- | --------------------------------------------------------------------------------------- | --------------------------------------------------- | --------------------- |
| 1        | Le lien manquant de l'annihilateur                                          | 零化域のミッシングリンク Absolute Zero                                                  | Rei-ka-iki no misshingu rinku                       | 12 avril 2018         |
| 2        | Épigraphe d'une courbe du temps fermée                                      | 閉時曲線のエピグラフ Closed Epigraph                                                    | Heijikyokusen no epigurafu                          | 19 avril 2018         |
| 3        | Protocole de relativité de l'Évangile                                       | 双対福音のプロトコル X-Day Protocol                                                     | Sōtsui fukuin no purotokoru                         | 26 avril 2018         |
| 4        | Solitude du flux perdu                                                      | 亡失流転のソリチュード A Stray Sheep                                                    | Bōshitsu ruten no sorichūdo                         | 3 mai 2018            |
| 5        | Solitude d'un astigmatisme                                                  | 非点収差のソリチュード Entangled Sheep                                                  | Hitenshūsa no sorichūdo                             | 10 mai 2018           |
| 6        | Éclipse orbitale                                                            | 軌道秩序のエクリプス The Orbital Eclipse                                                | Kidōchitsujo no ekuripusu                           | 17 mai 2018           |
| 7        | Éclipse d'une transition vibronique                                         | 振電遷移のエクリプス Vibronic Transition                                                | Fuden sen'i no ekuripusu                            | 24 mai 2018           |
| 8        | Dualité antinomique                                                         | 二律背反のデュアル Antinomic Dual                                                       | Niritsuhaihan no dyuaru                             | 31 mai 2018           |
| 9        | Éternel retour pandorien                                                    | 永劫回帰のパンドラ Pandora's Box                                                        | Eigō kaiki no Pandora                               | 7 juin 2018           |
| 10       | Preuve d'existence pandorienne                                              | 存在証明のパンドラ Forbidden Cubicle                                                    | Sonzai shōmei no Pandora                            | 14 juin 2018          |
| 11       | Boîte de Pandore d'une existence oubliée                                    | 存在忘却のパンドラ Sealed Reliquary                                                     | Sonzai bōkyaku no Pandora                           | 21 juin 2018          |
| 12       | Récursivité croisée de mère l'Oie                                           | 相互再帰のマザーグース Recursive Mother Goose                                           | Sōgosaiki no mazā Gūsu                              | 28 juin 2018          |
| 13       | La formule de diffraction de mère l'Oie                                     | 回折叙唱のマザーグース Diffraction Mother Goose                                         | Kaisetsu joshō no mazā Gūsu                         | 5 juillet 2018        |
| 14       | Reconnaissance de la limite d'élasticité                                    | 弾性限界のリコグナイズ Presage or Recognize                                             | Dansei genkai no rikogunaizu                        | 19 juillet 2018       |
| 15       | Reconnaissance d'asymptote                                                  | 漸近線のリコグナイズ Recognize Asymptote                                                | Zankinsen no rikogunaizu                            | 26 juillet 2018       |
| 16       | Altaïr à l'infini                                                           | 無限遠点のアルタイル Vega and Altair                                                    | Mugen'en-ten no Arutairu                            | 2 août 2018           |
| 17       | Altaïr hyperbolique                                                         | 双曲平面のアルタイル Beltrami Pseudosphere                                              | Sōkyoku heimen no Arutairu                          | 9 août 2018           |
| 18       | Altaïr en symétrie de translation                                           | 並進対称のアルタイル Translational Symmetry                                             | Heishin taishō no Arutairu                          | 16 août 2018          |
| 19       | Altaïr en coordonnées cycliques                                             | 循環座標のアルタイル Time-Leap Machine                                                  | Junkan zahyō no Arutairu                            | 23 août 2018          |
| 20       | Promesse de rinascimento                                                    | 盟誓のリナシメント Promised Rinascimento                                                | Meisei no rinashimento                              | 6 septembre 2018      |
| 21       | Image de rinascimento                                                       | 結像のリナシメント Return of Phoenix                                                    | Yuizō no rinashimento                               | 13 septembre 2018     |
| 22       | Projet de rinascimento                                                      | 投企のリナシメント Project Amadeus                                                      | Tōtaku no rinashimento                              | 20 septembre 2018     |
| 23       | La porteuse de lumière à l'infini / Coordonnées de croisement de nébuleuses | 無限遠点のアークライト Arc-light of the Sky / 交差座標のスターダスト Milky-Way Crossing | Mugen'en-ten no Ākuraito / Kōsa zahyō no sutādasuto | 27 septembre 2018     |
| 24 (OVA) | Valentin polymorphe                                                         | 結晶多形のバレンタイン Bittersweet Intermedio                                           | Kesshō takei no Barentain                           | 21 décembre 2018      |